# Amsterdams försvarslinje
Amsterdams försvarslinje (nederländska: Stelling van Amsterdam) är en 135 km lång ring av fortifikationer runt Amsterdam i Nederländerna bestående av 42 fort placerade 10 till 15 km från centrum och i lågt liggande områden som lätt kunde läggas under vatten i händelse av krig. Vid översvämning av området skulle vattendjupen bli omkring 30 cm, för lågt för båtfärder för transporter. Byggnader inom 1 km från linjen fick endast vara byggda i trä, så att de skulle kunna brännas ned vid behov för att inte utgöra hinder.
Försvarslinjen byggdes mellan åren 1880 och 1920. Uppfinnandet av flygplan och vår tids stridsvagnar gjorde forten omoderna nästan samtidigt med deras färdigställande. Många av forten ägs nu av kommunerna och naturdepartementet och kan besökas. Den andra lördagen i september på "Monumentens dag" är det fri entré till dessa.

## Funktion
I huvudsak var försvarslinjen en defensiv "vattenlinje" (nederländska: waterlinie). I händelse av en fiendeattack, skulle stora områden av land runt Amsterdam läggas under vatten och hindra fienden från att avancera. Amsterdam skulle då fungera som en nationell redutt, som det sista fästet i Nederländerna. Forten byggdes där vägar, järnvägar eller vallar passerade genom vattenlinjen. Vid sådana platser skulle det inte finnas vatten för att stoppa fienden och fortens syfte var att kunna beskjuta fienden där.

## Konstruktion

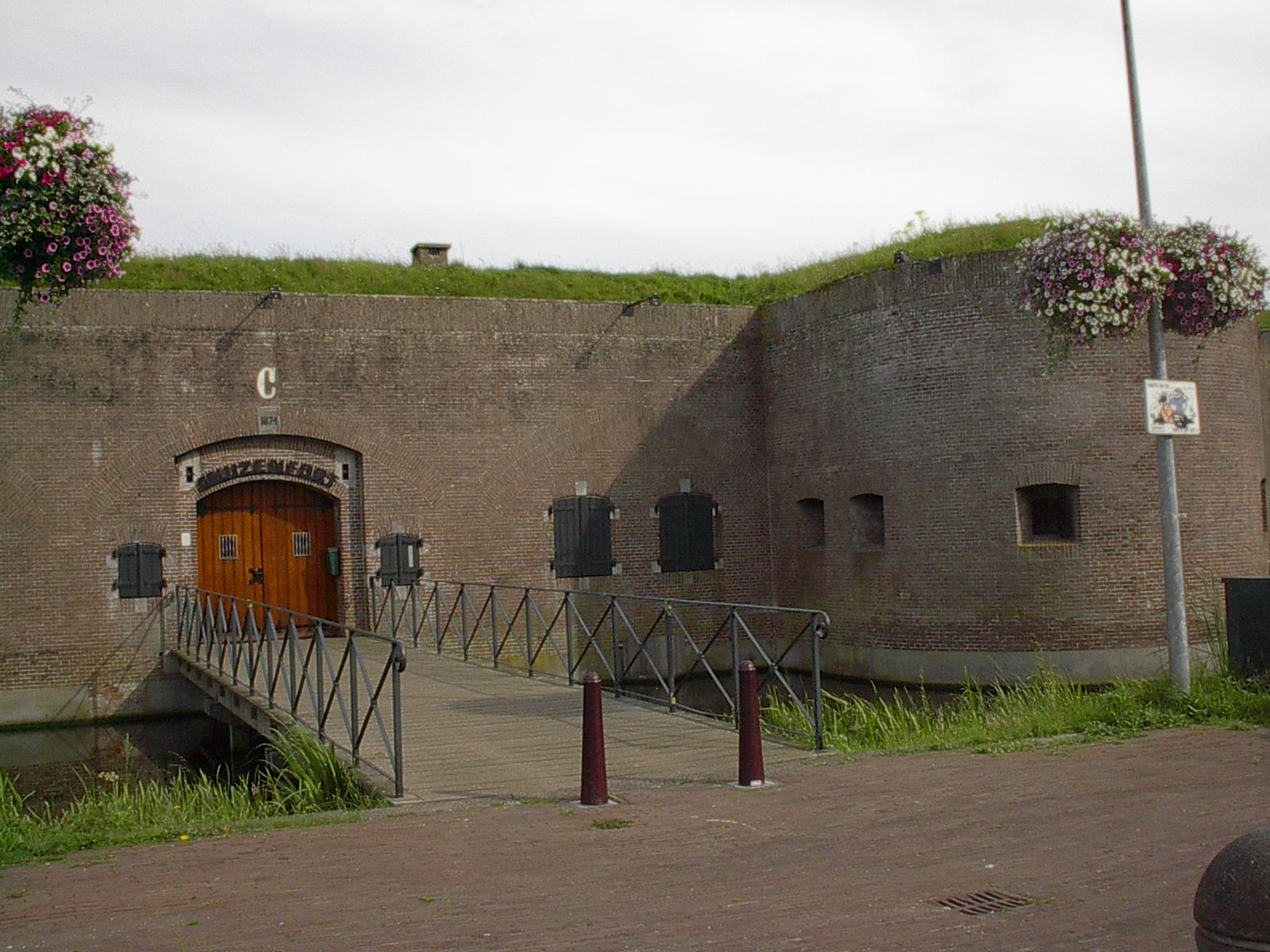
Muizenfort i Muiden

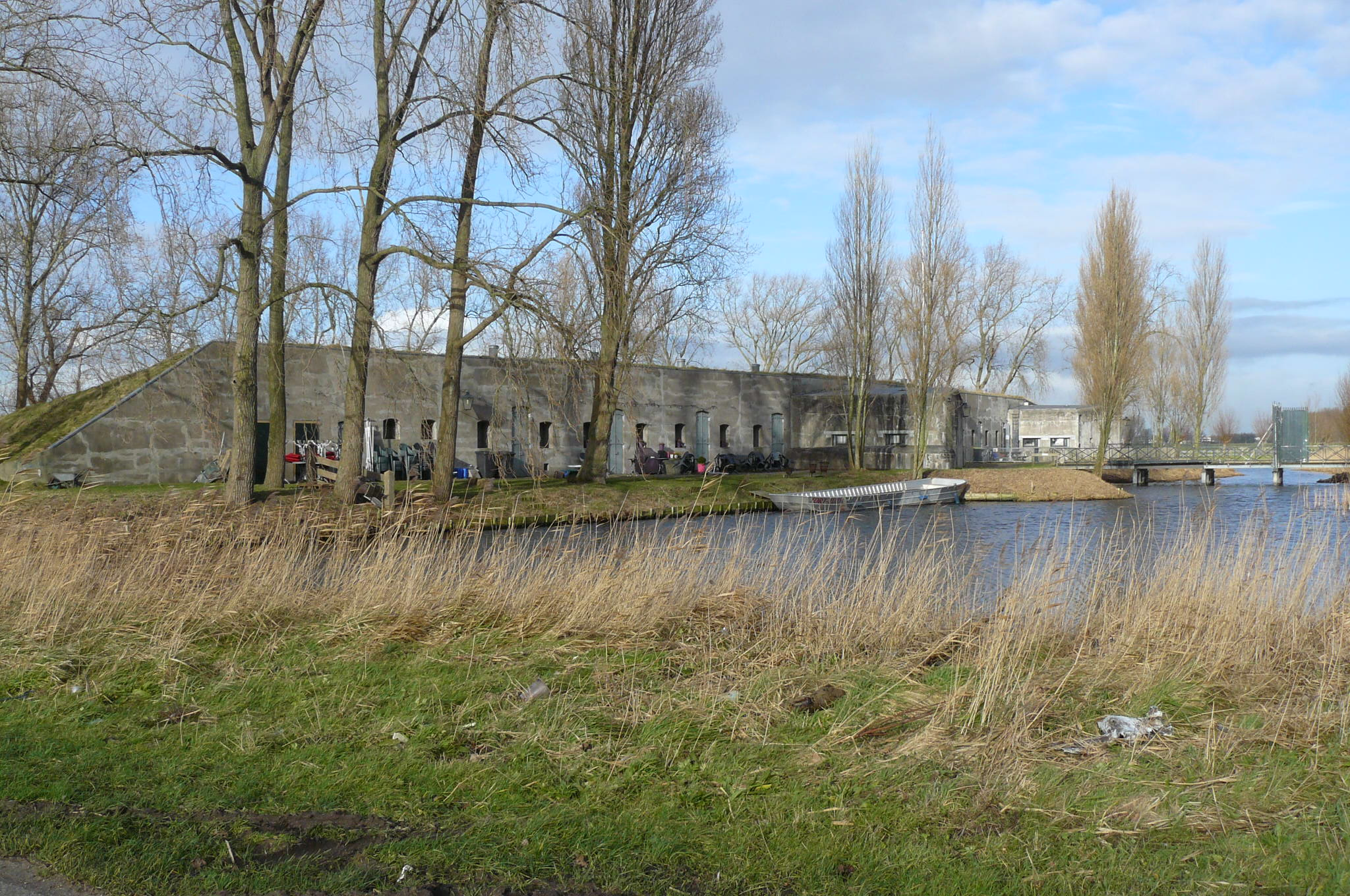
Befästningsverk söder om Spaarndam

Lagen för konstruerandet av försvarslinjen fastställdes 1874. Under förberedelserna före uppförandet blev det uppenbart att designen redan var omodern på grund av den tekniska utvecklingen. Uppfinnandet av brisansgranaten (som exploderar vid träff) gjorde det nödvändigt att ändra från tegel till betongfort. Nederländarna hade dock inte tillräcklig erfarenhet att bygga med betong. Därför gjordes omfattande tester där betongstrukturer fick ta emot den starkaste artilleribeskjutningen man kunde uppbringa vid denna tid. Ytterligare förseningar uppstod på grund av det faktum att sandfundamentet måste sätta sig flera år innan forten kunde börja byggas. Först 1897 kom byggandet slutligen igång.

## Användning och avveckling
Amsterdams försvarslinje har aldrig använts i strid och införandet av flygplan gjorde linjen omodern efter första världskriget. Anläggningen underhölls dock och var i beredskap fram till 1963.
Vallarna genom Haarlemmermeer, vilket gjorde det möjligt att lägga södra delen av poldern under vatten medan den norra delen kunde fortsätta producera livsmedel för Amsterdam, är numera genomskuren av A4. Denna motorväg går även under Ringvaartkanalen (vid orten Roelofarendsveen), vilket gör att det inte längre är möjligt att lägga Haarlemmermeer-poldern under vatten.
1996 blev hela Amsterdams försvarslinje ett världsarv.

## Försvarslinjens 42 fort

### Norra fronten
- Fort nära Edam
- Fort nära Kwadijk
- Fort norr om Purmerend
- Fort längs Nekkerweg
- Fort längs Middenweg
- Fort längs Jisperweg
- Fort nära Spijkerboor

### Nordvästra fronten
- Fort nära Marken-Binnen
- Fort nära Krommeniedijk
- Fort längs Den Ham
- Fort nära Veldhuis
- Fort längs the St.Aagtendijk
- Fort i Zuidwijkermeerpolder
- Fort nära Velsen
- Kustfort nära IJmuiden

### Västra fronten
- Fort norr om Spaarndam
- Fort söder om Spaarndam
- Fort nära Penningsveer
- Fort nära Liebrug
- Fort längs Liede

### Sydvästra fronten
- Fort nära Vijfhuizen
- Batteri längs IJweg
- Fort nära Hoofddorp
- Battery längs Sloterweg
- Fort nära Aalsmeer

### Södra fronten
- Fort nära Kudelstaart
- Fort nära De Kwakel
- Fort längs Drecht
- Fort nära Uithoorn
- Fort Waver-Amstel
- Fort i Waver-Botshol
- Fort längs Winkel

### Sydöstra fronten
- Fort nära Abcoude
- Batteries längs Gein
- Fort nära Nigtevecht
- Fort nära Hinderdam
- Fort Uitermeer
- Weesps fästning

### Zuiderzee front
- Muidens fästning
- Batteri nära Diemerdam
- Pampusfortet
- Batteri nära Durgerdam (på ön Vuurtoreneiland)